# Paper Planes
Paper Planes ist ein Lied der britischen Sängerin und Rapperin M. I. A. aus dem Jahre 2007.

## Entstehung und Veröffentlichung
Das Lied wurde von der Interpretin selbst, zusammen mit dem Koautoren Wesley Pentz (Diplo), geschrieben. Das Stück beinhaltet ein Sample von Straight to Hell der britischen Punkband The Clash, deshalb sind die Autoren Topper Headon, Mick Jones, Paul Simonon und Joe Strummer ebenfalls Urheber des Liedes. Diplo zeichnete zudem auch für die Produktion verantwortlich.
Die Erstveröffentlichung von Paper Planes erfolgte am 8. August 2007 als Teil von Kala bei XL Recordings (Katalognummer: WPCB-10029), dem zweiten Studioalbum von M. I. A. Am 11. Februar 2008 erschien das Lied als vierte Singleauskopplung aus dem Album. Diese erschien zunächst als digitale Maxi-Single zum Download in verschiedenen Ausführungen. Am 26. Februar 2008 erschien eine CD-Ausführung bei Interscope Records (Katalognummer: B0010912-32) sowie am 13. Oktober 2008 eine 7″-Single bei XL Recordings im Vereinigten Königreich (Katalognummer: XLS396).

## Inhalt und Stil
Paper Planes ist ein Popsong mit starken Elementen des Hip-Hop-Genres. Die Basis für das Lied bildet ein fortlaufend wiederholtes E-Gitarren-Riff, zu welchem Bass Drums, Hi-Hats und charakteristische Snaps eingespielt werden. Die von M. I. A. gesungenen Strophen bestehen aus jeweils acht verschiedenen Zeilen, wobei immer nach vier Lines selbige wiederholt werden, sodass sich insgesamt sechzehn Zeilen pro Vers ergeben. Der von einem Kinderchor vorgetragene Refrain des Liedes besteht zu einem großen Teil aus Soundeffekten, die die gesungenen Sätze assoziativ vervollständigen. Auf die Zeile “All I wanna do is…” folgen vier Schüsse, worauf der Chor mit den Worten “...and a...” fortfährt, was durch das Klicken eines Pistolenabzugs und das Geräusch einer Registrierkasse ergänzt wird, ehe er den Satz mit “...and take your money” beendet. Das Ganze wird viermal wiederholt.
Der Text handelt von Vorurteilen, die Immigranten zugeschrieben werden, insbesondere ihre Verwicklung in kriminelle Aktivitäten. Die von M. I. A. aus der Ich-Perspektive dargestellten Akteure verhalten sich dabei den Stereotypen entsprechend und bedienen sich teils einer provokanten Sprache. An einer Stelle bezeichnet sich die Sängerin zum Beispiel selbst als „lethal poison for the system“ („tödliches Gift für das System“). Laut einem Interview, das die Entertainment Weekly mit M. I. A. führte, sei Paper Planes durch ihre eigenen Probleme, ein Visum für die USA zu bekommen, inspiriert worden. Das Lied handle demnach von der Angst, die Bewohner des Landes vor Immigranten haben, etwa solche, welche als Taxifahrer arbeiten, obwohl diese in ihren Augen keine Gefahr darstellen. Der kontroverse Refrain könne ihrer Ansicht nach sowohl als akustische Darstellung eines gewaltsamen Raubüberfalls als auch als Metapher für Waffenhandel interpretiert werden. Das im Beat verwobene Sample kann als Untermalung der lyrischen Bedeutung verstanden werden, da auch das Originallied von Xenophobie handelt.

## Musikvideo
Im Musikvideo zu Paper Planes spielt M. I. A. in immer wiederkehrenden Sequenzen Frauen, die gesellschaftlich wenig angesehenen Berufen nachgehen. So teilt sie bei einer Imbissbude Essen aus, steht an einer Registrierkasse, lenkt einen LKW und verkauft Textilien. Dazwischen ist sie, einen Kapuzenpullover tragend, mehrfach in einer dunklen Seitengasse zu sehen, während sie tanzt und das Lied vorträgt. Auch gibt es Einstellungen, in denen sie alleine in verschiedenen Geschäften oder auf einer Straße zusammen mit einer Gruppe anderer Leute tanzt. In Szenen, die im Gegensatz zum Rest des Videos zumeist in Schwarzweiß gehalten sind, fliegen Papierflieger durch die Stadt, deren Anzahl sich im Laufe des Videos immer weiter steigert.

## Rezeption

### Rezensionen
Paper Planes erhielt nahezu euphorische Kritiken. Besonders retrospektive Artikel zeigen sich begeistert von dem Song, der wiederholt als eines der besten Lieder seiner Zeit, sowie als Hymne einer Generation betitelt wurde, die den paranoiden Zeitgeist der George W. Bush-Ära einfängt. Universelles Lob erhielt das verwendete The-Clash-Sample und M. I. A.s Rolle als Sprachrohr für misshandelte Gesellschaftsgruppen. Im Jahre 2011 ernannte das Rolling-Stone-Magazin Paper Planes zum fünftbesten Lied der 2000er und zum zweihundertsechsunddreißigstbesten Lied aller Zeiten, sowie 2018 sogar zum zweitbesten Lied des 21. Jahrhunderts.

### Verwendung in anderen Medien
2008 wurde Paper Planes mehrfach in anderen Medien verwertet:
- Große Beachtung erhielt das Lied vor allem in den USA erst durch seine Verwendung im Trailer zur David Gordon Green-Komödie Ananas Express.[17]
- Außerdem war das Lied im mehrfach oscargekrönten Danny-Boyle-Film Slumdog Millionär zu hören.[18]
- Die Zeile “No one on the corner had swagger like us” wurde im erfolgreichen Charthit Swagga Like Us der Rapper Jay-Z, T.I., Kanye West und Lil Wayne als prominentes Sample verwendet. Dort fungierte das stark geloopte Textfragment als Refrain.[19]

## Kommerzieller Erfolg

### Chartplatzierungen
Paper Planes avancierte zum Top-10-Hit in den US-amerikanischen Billboard Hot 100 (Rang 4) sowie in Kanada (Rang 7). Darüber hinaus erreichte es Chartplatzierungen in Belgien-Flandern und Dänemark (je Rang 18), im Vereinigten Königreich (Rang 19), Österreich (Rang 51), Deutschland (Rang 76) und Frankreich (Rang 91).
| ChartsChartplatzierungen       | Höchstplatzierung | Wochen |
| ------------------------------ | ----------------- | ------ |
| Deutschland (GfK)              | 76 (11 Wo.)       | 11     |
| Österreich (Ö3)                | 51 (8 Wo.)        | 8      |
| Vereinigte Staaten (Billboard) | 4 (20 Wo.)        | 20     |
| Vereinigtes Königreich (OCC)   | 19 (28 Wo.)       | 28     |

| ChartsJahrescharts (2008)      | Platzierung |
| ------------------------------ | ----------- |
| Vereinigte Staaten (Billboard) | 35          |

### Auszeichnungen für Musikverkäufe
| Land/Region                  | Auszeichnungen für Musikverkäufe (Land/Region, Auszeichnung, Verkäufe) | Verkäufe  |
| ---------------------------- | ---------------------------------------------------------------------- | --------- |
| Dänemark (IFPI)              | Gold                                                                   | 45.000    |
| Italien (FIMI)               | Gold                                                                   | 50.000    |
| Kanada (MC)                  | 7× Platin                                                              | 560.000   |
| Neuseeland (RMNZ)            | 4× Platin                                                              | 120.000   |
| Spanien (Promusicae)         | Gold                                                                   | 30.000    |
| Vereinigte Staaten (RIAA)    | 3× Platin                                                              | 3.000.000 |
| Vereinigtes Königreich (BPI) | 2× Platin                                                              | 1.200.000 |
| Insgesamt                    | 3× Gold · 16× Platin ·                                                 | 5.005.000 |